# 文圣常
文圣常（1921年11月1日—2022年3月20日），男，河南光山人，中国物理海洋学家，中国科学院院士。中国海洋大学教授，曾任山东海洋学院院长、中国海洋研究委员会主席、世界大洋环流实验（WOCE）中国委员会副主席。

## 生平
文圣常出生于河南光山县砖桥镇。1944年，从武汉大学机械工程专业毕业后，入位于成都的航空委员会第八飞机修理厂任技术职务。1946年1月，受选拔赴美国进修，此间开始关注海浪研究，1947年毕业于美国航空机械学校。1953年10月，受赫崇本推荐，调入山东大学海洋学系。之后先后在广西大学、哈尔滨军事工程学院、山东大学、山东海洋学院、中国海洋大学任教。1956年3月加入九三学社，1983年2月加入中国共产党。1993年当选为中国科学院院士。
2022年3月20日于青岛病逝，享年100岁。